# Marmerpaleis (Potsdam)
Het Marmerpaleis (Duits: Marmorpalais) is een paleis aan het Heilige Meer in de Nieuwe Tuin in de Duitse stad Potsdam. Het paleis werd in de jaren 1787-1792 in opdracht van koning Frederik Willem II van Pruisen gebouwd door architect Carl von Gontard en vanaf 1789 door Carl Gotthard Langhans, de architect van de Brandenburger Tor in Berlijn.

## Geschiedenis
Frederik Willem II wilde met het neoclassicistische gebouw afstand nemen van zijn oom en voorganger Frederik II, die van barok en rococo hield. Het Marmerpaleis bestaat uit een twee verdiepingen hoog vierkant hoofdgebouw dat wordt bekroond met een kleine uitzichttoren, de zogenaamde belvedère. Het paleis is opgetrokken uit rode baksteen en blauwgrijs marmer uit Silezië. Naast het gebouw, eveneens aan het Heilige Meer, staat de keuken die in de jaren 1788-1790 is gebouwd als een klassieke tempel. Een ondergrondse gang verbindt de keuken met het Marmerpaleis. In 1797 werden naar ontwerp van Michael Philipp Boumann aan het hoofdgebouw twee zijvleugels toegevoegd, aangezien het paleis te klein bleek te zijn.
Toen de koning in november 1797 overleed, waren de zijvleugels nog niet voltooid. Zijn zoon en opvolger Frederik Willem III liet enkel het exterieur voltooien.
Het Marmerpaleis bleef in deze ten dele onvoltooide staat tot de jaren 1830, waarin prins Wilhelm, later keizer Wilhelm I, samen met zijn echtgenote Augusta het paleis ging bewonen in afwachting tot de voltooiing van het Slot Babelsberg. Wilhelms broer, koning Frederik Willem IV liet Ludwig Ferdinand Hesse de interieurs van de zijvleugels verfraaien.
Het paleis werd gemoderniseerd toen prins Wilhelm, later keizer Wilhelm II het van 1881 tot zijn troonsbestijging in 1888 bewoonde. De laatste koninklijke bewoners waren kroonprins Wilhelm en zijn echtgenote Cecilie die in 1917 verhuisden naar het nabijgelegen nieuw gebouwde Cecilienhof.
Het Marmerpaleis werd in 1932 opengesteld voor het publiek als paleismuseum. Tijdens de Tweede Wereldoorlog raakte het gebouw beschadigd door een bombardement. Vanaf 1961 fungeerde het gebouw als legermuseum van de DDR. In het gebouw werden uitrustingen en uniformen tentoongesteld en buiten stonden kanonnen, een tank, een vaartuig en een vliegtuig. Na de Duitse hereniging volgden omvangrijke restauraties en in 2006 werd het Marmerpaleis wederom opengesteld als paleismuseum.
- Gemeinsame Normdatei: 4600762-3
- Library of Congress Control Number: sh97004718
- Nationale Bibliotheek van Israël: 987007292322605171
- Union List of Artist Names: 500308177
- Virtual International Authority File: 240541275

Dit object is onderdeel van het ensemble paleizen en parken van Potsdam en Berlijn dat in 1990, 1992 en 1999 in drie fasen op de werelderfgoedlijst van de UNESCO is geplaatst. Andere items ervan zijn:
De Russische kolonie Alexandrowka · 
De Antieke Tempel · 
Het Slot Babelsberg · 
Het Babelsbergpark · 
De Belvédère op de Pfingstberg · 
 De Belvédère van Sanssouci · 
De Bildergalerie · 
Slot Cecilienhof · 
Slot Charlottenhof · 
Het Chinese theehuis · 
 Het Drakenhuis · 
Het Glienickepark · 
Het Jachtslot Glienicke · 
Het Slot Glienicke · 
 Het keizerlijk station van Potsdam · 
Het Marmerpaleis · 
De Neptunusgrotte · 
Het Nieuwe paleis · 
De Nieuwe Tuin · 
De Nieuwe Vertrekken · 
De blokhut Nikolskoë · 
Het Oranjerieslot · 
Het Pauweneiland · 
De Sint-Petrus-en-Pauluskerk van Nikolskoë · 
De Pomonatempel · 
De Romeinse baden · 
Slot Sanssouci · 
Slot Sacrow · 
 De Verlosserkerk van Sacrow · 
De Vredeskerk · 
De vriendschapstempel